# Carl Theodor Somborn
Carl Theodor Somborn (* 16. November 1851 in Barmen; † 16. Juni 1935 in München) war ein deutscher Komponist, Musikwissenschaftler und Musiklehrer.

## Leben
Somborn studierte Musik an den Konservatorien von Straßburg, München und Leipzig, unter anderem bei Lehrern wie Josef Gabriel Rheinberger, und er verfolgte das Studium der Philologie an der Universität München. 1878 übernahm er die Leitung des Lahrer Singvereins. Nachdem das Elsass in Folge des Deutsch-Französischen Kriegs an das Deutsche Reich gefallen war, wurden zahlreiche deutsche Lehrer an das Straßburger Konservatorium berufen; darunter Somborn, der dort ab 1882 Musiktheorie und Geschichte der Musik unterrichtete. 1902 zum Professor ernannt, lehrte er dort bis 1911 und siedelte dann nach Venedig über. Von 1913 bis zu seinem Tod lebte er in München.

## Schaffen
Somborn ist vor allem als Lehrer und als Komponist von Vokalkompositionen, besonders von Chormusik und Liedern bekannt geworden. Seine weiteren Werke, darunter die 1903 in Straßburg uraufgeführte Oper Philenor, zu der er auch das Textbuch verfasste, hatten nur geringen Erfolg.

## Schriften
- Das Venezianische Volkslied: Die Villotta, Carl Winter: Heidelberg 1901

## Werke
- Philenor, Oper in einem Aufzug, 1903
- Stück für Bläser, op. 11
- Die Tarantel, Mimisches Spiel, op. 27
- Valmiki für Solo, Chor und Orchester, op. 28
- Streichquartett op. 32
- Zahlreiche Chorlieder und Lieder